# Francis Greville, V conte di Warwick
Francis Richard Charles Guy Greville Greville, V conte di Warwick (Londra, 9 febbraio 1853 – Beer, 15 gennaio 1924), è stato un politico inglese.

## Biografia
Era il figlio primogenito di George Greville, IV conte di Warwick, e di sua moglie, Lady Anne Charteris. Studiò a Eton e Christ Church di Oxford.

## Carriera
Fu deputato parlamentare per il collegio di Somerset East (1879-1885) e in seguito rappresentò il collegio di Colchester (1888-1892). L'anno seguente succedette a suo padre nella contea ed entrò nella Camera dei lord. Tra il 1901 e il 1919 è stato Lord luogotenente dell'Essex.
È stato un massone sotto la Gran Loggia Unita d'Inghilterra, sotto il Gran Maestro del principe di Galles.

## Matrimonio
Sposò, il 30 aprile 1881 all'Abbazia di Westminster, Lady Frances Evelyn Maynard, figlia del colonnello Charles Henry Maynard e di Blanche Adeliza Fitzroy. Ebbero cinque figli:
- Leopold Greville, VI conte di Warwick (10 settembre 1882-31 gennaio 1928);
- Lady Marjorie Blanche Eva Greville (25 ottobre 1884-25 luglio 1964), sposò in prime nozze Charles Duncombe, II conte di Feversham ed ebbero tre figli, sposò in seconde nozze Sir William Beckett, I Baronetto ed ebbero un figlio;
- Lord Charles Algernon Cromartie Greville (22 novembre 1885-28 marzo 1887);
- Lord Maynard Greville (21 marzo 1898-21 febbraio 1960), sposò Dora Pape, ebbero un figlio;
- Lady Mercy Greville (3 aprile 1904-?).

## Morte
Morì il 15 gennaio 1924, all'età di 70 anni, a Cliffe House, Beer. Venne sepolto a Warwick, Warwickshire.

## Ascendenza
|                                       |                                         |                                     | Genitori                            |  |  | Nonni |  |  | Bisnonni                             |  |  | Trisnonni                            |  |
|                                       |                                         |                                     |                                     |  |  |       |  |  | George Greville, II conte di Warwick |  |  | Francis Greville, I conte di Warwick |  |
|                                       |                                         |                                     |                                     |  |  |       |  |  | George Greville, II conte di Warwick |  |  | Francis Greville, I conte di Warwick |  |
|                                       |                                         | lady Elizabeth Hamilton             |                                     |  |  |       |  |  | George Greville, II conte di Warwick |  |  |                                      |  |
| Henry Greville, III conte di Warwick  |                                         |                                     |                                     |  |  |       |  |  | George Greville, II conte di Warwick |  |  |                                      |  |
|                                       |                                         | Henrietta Vernon                    | Richard Vernon                      |  |  |       |  |  |                                      |  |  |                                      |  |
|                                       |                                         | Henrietta Vernon                    | Richard Vernon                      |  |  |       |  |  |                                      |  |  |                                      |  |
|                                       |                                         | Henrietta Vernon                    | lady Evelyn Leveson-Gower           |  |  |       |  |  |                                      |  |  |                                      |  |
| George Greville, IV conte di Warwick  |                                         | Henrietta Vernon                    |                                     |  |  |       |  |  |                                      |  |  |                                      |  |
|                                       |                                         | John Savile, II conte di Mexborough | John Savile, I conte di Mexborough  |  |  |       |  |  |                                      |  |  |                                      |  |
|                                       |                                         | John Savile, II conte di Mexborough | John Savile, I conte di Mexborough  |  |  |       |  |  |                                      |  |  |                                      |  |
|                                       |                                         | John Savile, II conte di Mexborough | Sarah Delaval                       |  |  |       |  |  |                                      |  |  |                                      |  |
| lady Sarah Elizabeth Savile           |                                         | John Savile, II conte di Mexborough |                                     |  |  |       |  |  |                                      |  |  |                                      |  |
|                                       |                                         | Elizabeth Stephenson                | Henry Stephenson                    |  |  |       |  |  |                                      |  |  |                                      |  |
|                                       |                                         | Elizabeth Stephenson                | Henry Stephenson                    |  |  |       |  |  |                                      |  |  |                                      |  |
|                                       |                                         | Elizabeth Stephenson                | Alice Stephenson                    |  |  |       |  |  |                                      |  |  |                                      |  |
| Francis Greville, V conte di Warwick  |                                         | Elizabeth Stephenson                |                                     |  |  |       |  |  |                                      |  |  |                                      |  |
|                                       | Francis Charteris, VIII conte di Wemyss | Francis Charteris, lord Elcho       |                                     |  |  |       |  |  |                                      |  |  |                                      |  |
|                                       | Francis Charteris, VIII conte di Wemyss | Francis Charteris, lord Elcho       |                                     |  |  |       |  |  |                                      |  |  |                                      |  |
|                                       | Francis Charteris, VIII conte di Wemyss | Susan Tracy-Keck                    |                                     |  |  |       |  |  |                                      |  |  |                                      |  |
| Francis Charteris, IX conte di Wemyss | Francis Charteris, VIII conte di Wemyss |                                     |                                     |  |  |       |  |  |                                      |  |  |                                      |  |
|                                       |                                         | Margaret Campbell                   | Walter Campbell                     |  |  |       |  |  |                                      |  |  |                                      |  |
|                                       |                                         | Margaret Campbell                   | Walter Campbell                     |  |  |       |  |  |                                      |  |  |                                      |  |
|                                       |                                         | Margaret Campbell                   | Eleanora Kerr                       |  |  |       |  |  |                                      |  |  |                                      |  |
| lady Anne Charteris                   |                                         | Margaret Campbell                   |                                     |  |  |       |  |  |                                      |  |  |                                      |  |
|                                       |                                         | Richard Bingham, II conte di Lucan  | Charles Bingham, I conte di Lucan   |  |  |       |  |  |                                      |  |  |                                      |  |
|                                       |                                         | Richard Bingham, II conte di Lucan  | Charles Bingham, I conte di Lucan   |  |  |       |  |  |                                      |  |  |                                      |  |
|                                       |                                         | Richard Bingham, II conte di Lucan  | Margaret Smith                      |  |  |       |  |  |                                      |  |  |                                      |  |
| lady Louisa Bingham                   |                                         | Richard Bingham, II conte di Lucan  |                                     |  |  |       |  |  |                                      |  |  |                                      |  |
|                                       |                                         | lady Elizabeth Belasyse             | Henry Belasyse, II conte Fauconberg |  |  |       |  |  |                                      |  |  |                                      |  |
|                                       |                                         | lady Elizabeth Belasyse             | Henry Belasyse, II conte Fauconberg |  |  |       |  |  |                                      |  |  |                                      |  |
|                                       |                                         | lady Elizabeth Belasyse             | Charlotte Lamb                      |  |  |       |  |  |                                      |  |  |                                      |  |
|                                       |                                         | lady Elizabeth Belasyse             |                                     |  |  |       |  |  |                                      |  |  |                                      |  |